# Kirk Van Houten
Kirk Van Houten is een personage uit de animatieserie The Simpsons. Hij wordt ingesproken door Hank Azaria. Hij is de vader van Millhouse, en de man van Luann.

## Profiel

### Familieleven
Aanvankelijk waren Kirk en zijn vrouw gescheiden. Kirk was derhalve een stereotiepe loser van middelbare leeftijd. Veel van de afleveringen waarin hij een rol heeft draaien om zijn emotionele depressie, die hij heeft overgehouden van zijn scheiding van Luann. Luann kreeg bij de scheiding de voogdij over Milhouse, maar Kirk heeft het recht hem op te zoeken. Milhouse noemt Kirk vaak "Weekend Dad".
Kirks ouders zijn ook gescheiden toen hij nog een kind was. Zijn moeder woont nog in Springfield op 257th St., maar zijn vader reist door het land met zijn nieuwe vrouw.

### Carrière
Kirk diende ooit in het Amerikaanse leger.
Hij werkte oorspronkelijk bij de crackerfabriek van zijn schoonvader. Na de scheiding van Luann werd hij ontslagen (daar Luanns vader zijn baas is).
Kirk probeert een carrière als liedschrijver op te bouwen. Zijn demo tape Can I Borrow a Feeling? maakte Homer hysterisch.

### Interacties met personages
Kirk lijkt een ietwat vreemde relatie te hebben met Homer Simpson. In de ene aflevering kunnen ze goed met elkaar opschieten, terwijl in de andere Homer Kirk belachelijk maakt. Hun zonen, Bart en Milhouse, hebben een soortgelijke relatie.

### Hereniging met Luann
In de aflevering Milhouse of Sand and Fog kwamen de Van Houtens weer bij elkaar, waarop Bart en Milhouse een plan maakten om de twee weer uit elkaar te drijven zodat Milhouse meer aandacht van zijn ouders zou krijgen. Het plan mislukte, en dreef bijna Homer en Marge uit elkaar. Hierna kwamen de twee langzaam weer bij elkaar. In de aflevering Ice Cream of Margie (With the Light Blue Hair) waren ze echter nog altijd gescheiden. In de aflevering Little Orphan Millie hertrouwden ze.
Homer Simpson · Marge Simpson · Bart Simpson · Lisa Simpson · Maggie Simpson · Abraham Simpson · Patty en Selma Bouvier · Jacqueline Bouvier · Mona Simpson · Santa's Little Helper · Snowball II · Familie Bouvier
Jasper Beardley · Comic Book Guy · Eddie en Lou · Maude Flanders · Ned Flanders · Professor Frink · Barney Gumble · Julius Hibbert · Lionel Hutz · Eerwaarde Lovejoy · Kapitein Horatio McCallister · Hans Moleman · Bleeding Gums Murphy · Apu Nahasapeemapetilon · Mayor Joe Quimby · Dr. Nick Riviera · Agnes Skinner · Cletus Spuckler · Squeaky Voiced Teen · Disco Stu · Moe Szyslak · Kirk Van Houten · Luann Van Houten · Chief Clancy Wiggum
Gary Chalmers · Rod en Todd Flanders · Jimbo Jones · Kearney · Edna Krabappel · Otto Mann · Nelson Muntz · Martin Prince · Seymour Skinner · Milhouse Van Houten · Ralph Wiggum · Groundskeeper Willie · andere studenten
Montgomery Burns · Carl Carlson · Lenny Leonard · Waylon Smithers
Itchy en Scratchy · Kent Brockman · Krusty de Clown · Troy McClure · Rainier Wolfcastle · Radioactive Man
Snake · Kang & Kodos · Sideshow Bob · Fat Tony
Treehouse of Horror
Bart vs. the World · Bart Simpson's Escape from Camp Deadly · The Simpsons Arcadespel · Bart vs. the Space Mutants · Bart's House of Weirdness ·Bart vs. The Juggernauts · Krusty's Fun House · Bartman Meets Radioactive Man · Bart's Nightmare · The Itchy and Scratchy Game · Virtual Bart · Bart and the Beanstalk · Itchy & Scratchy in Miniature Golf Madness · Cartoon Studio · Virtual Springfield · Night of the Living Treehouse of Horror · Bowling · Wrestling · Road Rage · Skateboarding · Hit & Run · The Simpsons Game · The Simpsons: Tapped Out
The Simpsons · The Simpsons Pinball Party
Strips: Simpsons Comics · Bart Simpson serie · Itchy & Scratchy Comics · Bart Simpson's Treehouse of Horror · Futurama/Simpsons Infinitely Secret Crossover Crisis
Tijdschrift: Simpsons Illustrated
Boeken: Bart Simpson's Guide to Life · Family Album · Library of Wisdom · Complete Guides · Planet Simpson · The Simpsons and Philosophy
Actiefiguurtjes: World of Springfield
The Simpsons Movie
Bankgrap ·
Canyonero · 
D'oh! · 
Duff Beer · 
Schoolbordgrap · 